# Antissoro
Antissoro é soro sanguíneo que contém anticorpos e usado para oferecer imunidade a determinadas doenças.

## Ação
Os antissoros promovem uma imunização passageira. Isso porque os anticorpos contidos nos soros combatem as toxinas antes que elas atinjam o sistema imunitário da pessoa; com o tempo, o nível de anticorpos se reduz no organismo até desaparecer.O soro não estimula a produção de anticorpos,mas sim a vacina portanto sua ação é combativa, ou seja, destrói os antígenos da doença, mas não impede que o usuário se contamine depois.

## Soro antiofídico
Os soros antiofídicos são obtidos a partir do sangue do cavalo através da injeção de veneno de um animal peçonhento. Em seguido ele sofre liofilização (remoção de água) e é armazenado.
O processo de produção do soro antiofídico consiste na aplicação de pequenas doses de veneno no animal. Neste período, o organismo do cavalo produz anticorpos contra o veneno. Depois de um determinado período sofre sangria. Os anticorpos são separados por centrifugação do sangue.

## Antissoros imunológicos
- Soro antiofídico
- Soro antilonômico